# Ponneri
Ponneri is een dorp in het district Tiruvallur van de Indiase staat Tamil Nadu. 

## Demografie
Volgens de Indiase volkstelling van 2001 wonen er 24.205 mensen in Ponneri, waarvan 50% mannelijk en 50% vrouwelijk is. De plaats heeft een alfabetiseringsgraad van 73%. 